# Стайки (Кировский район)
Стайки (бел. Стайкі) — агрогородок в Кировском районе Могилёвской области Беларуси. Административный центр Стайковского сельсовета.

## География
Агрогородок находится в юго-западной части Могилёвской области, к северу от реки Белой, при автодороге Н-10453, на расстоянии приблизительно 23 километров (по прямой) к северо-востоку от города Кировска, административного центра района. Абсолютная высота — 149 метров над уровнем моря. Площадь населённого пункта — 0,6734 км².

## История
Деревня известна с XVII века.
По состоянию на 1910 год, в Стайках имелось 24 двора и проживало 157 человек (70 мужчин и 87 женщин). В административном отношении входила в состав Стайковского сельского общества Чигиринской волости Быховского уезда Могилёвской губернии.
В начале 1930-х гг., в ходе проведения коллективизации, был образован колхоз «Стойкий».

## Население
По данным переписи 2019 года, в агрогородке проживало 247 человек.
| Год  | Население, человек |
| ---- | ------------------ |
| 1910 | 157                |
| 2009 | ↗ 282              |
| 2019 | ↘ 247              |

## Инфраструктура
В Стайках функционируют: магазин, комплексно-приёмный пункт, отделение почтовой связи, АТС, государственное учреждение образования «Стайковский учебно-педагогический комплекс детский сад — начальная школа», сельский клуб, библиотека, фельдшерско-акушерский пункт и пожарный аварийно-спасательный пост № 13.